# Meliádi
Meliádi är en ort i Grekland.   Den ligger i prefekturen Nomós Pierías och regionen Mellersta Makedonien, i den norra delen av landet, 280 km norr om huvudstaden Aten. Meliádi ligger 354 meter över havet och antalet invånare är 248.
Terrängen runt Meliádi är kuperad västerut, men österut är den platt. Runt Meliádi är det ganska tätbefolkat, med 58 invånare per kvadratkilometer. Närmaste större samhälle är Kateríni, 14,3 km öster om Meliádi. Trakten runt Meliádi består till största delen av jordbruksmark.